# Latarnia morska Vaindloo
Latarnia morska Vaindloo – (est. Vaindloo tuletorn) obecna latarnia morska zbudowana w 1864 roku jako Latarnia morska Vormsi. Przeniesiona na wyspę Vaindloo, położoną w Zatoce Fińskiej w jednej trzeciej drogi pomiędzy estońskim miastem Kunda, a fińskim Porvoo, w 1871 roku.  Na liście świateł nawigacyjnych Estonii - rejestrze Urzędu Transportu Morskiego (Veeteede Amet) w Tallinnie - ma numer 45.
Pierwsza latarnia morska na wyspie została zbudowana na polecenie cara Piotra I w 1718 roku.

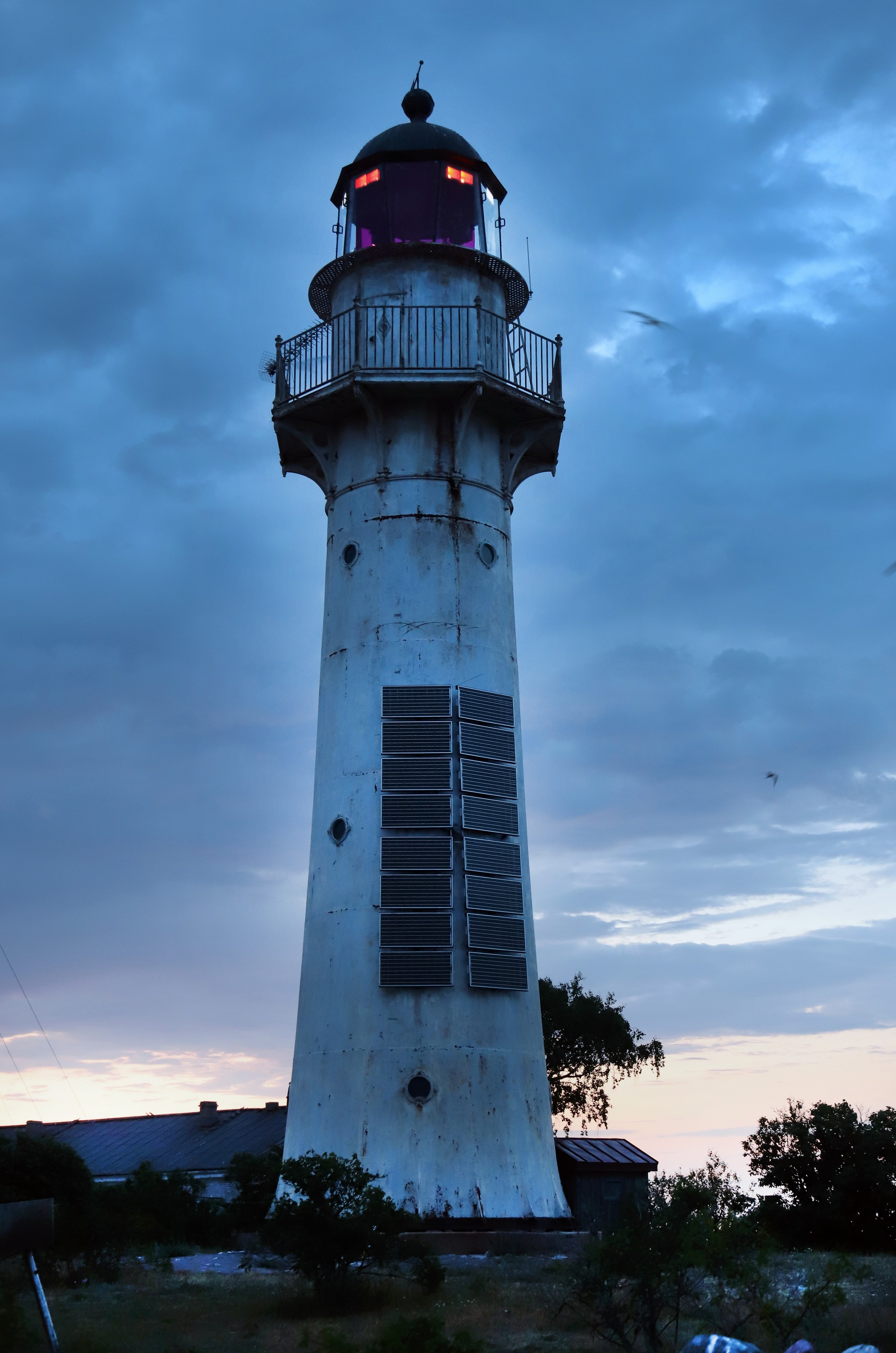
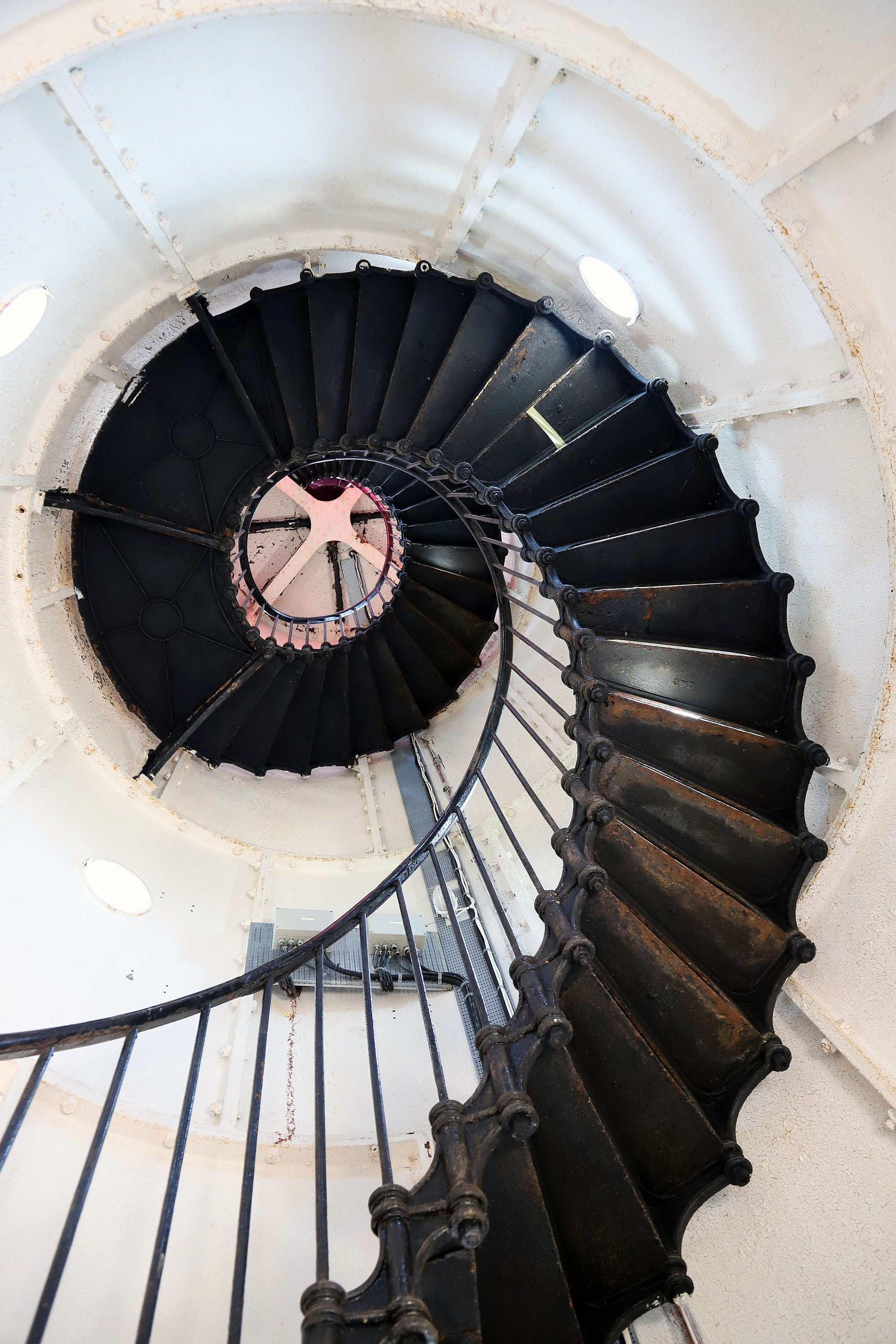
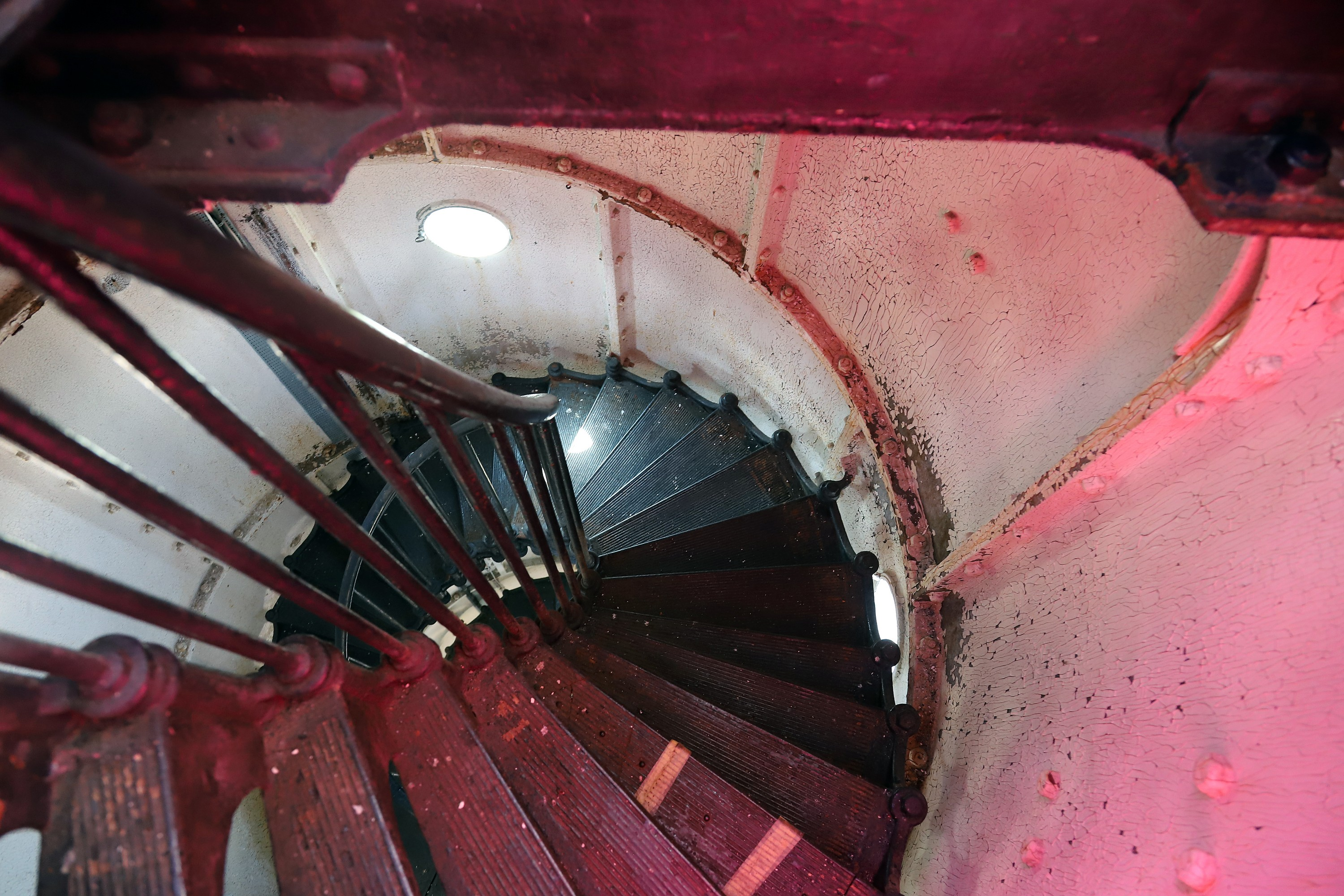
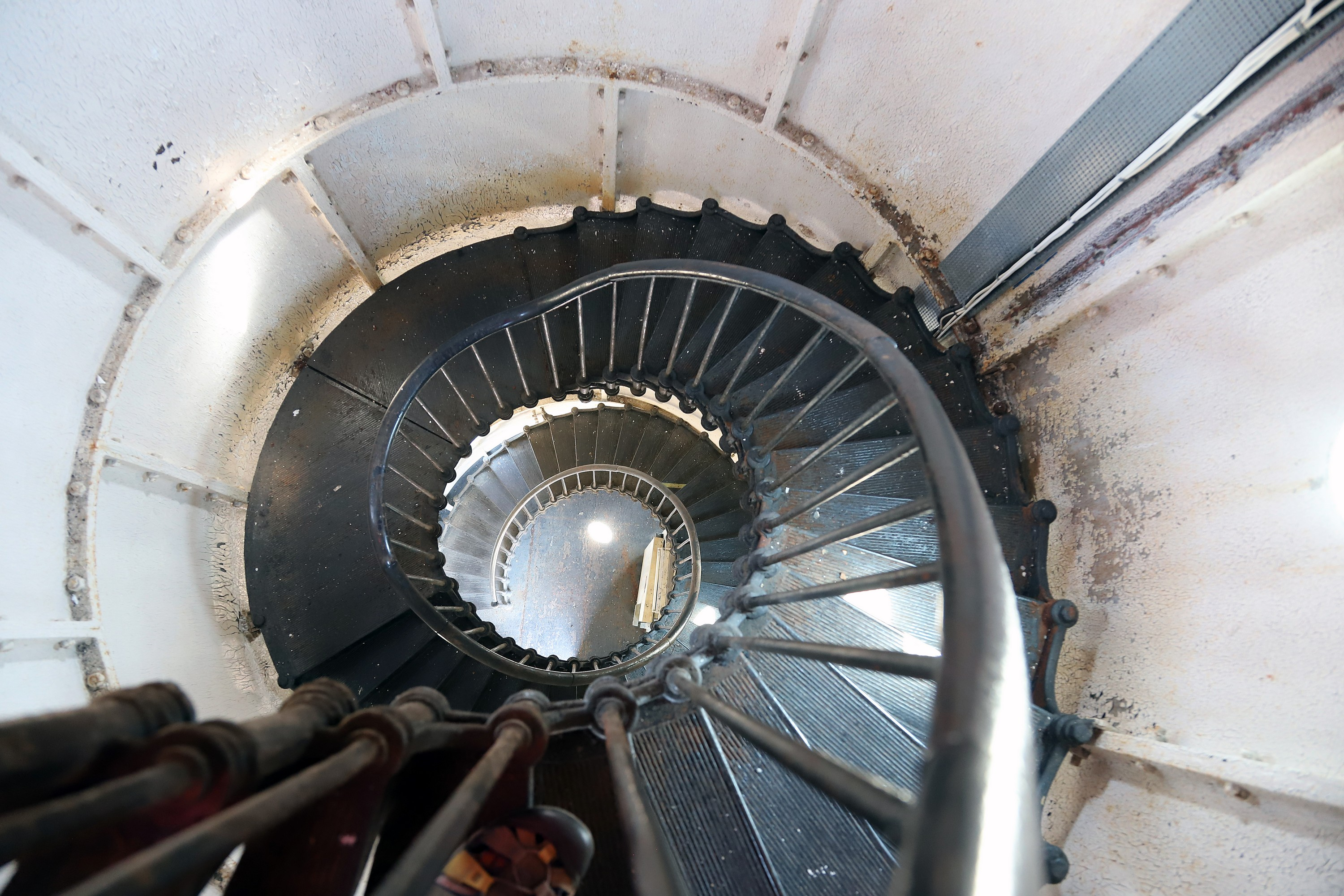